# Wut im Bauch (1999)
Wut im Bauch ist ein deutscher Fernsehfilm aus dem Jahr 1999, der von Claus-Michael Rohne inszeniert wurde. Der Film ist eine Verwechslungskomödie und zeichnet sich durch seine humorvolle Darstellung und gesellschaftskritischen Untertöne aus. Die Hauptrolle wird von Evelyn Hamann gespielt, die in einer Doppelrolle sowohl als Frau als auch als Mann auftritt.

## Handlung

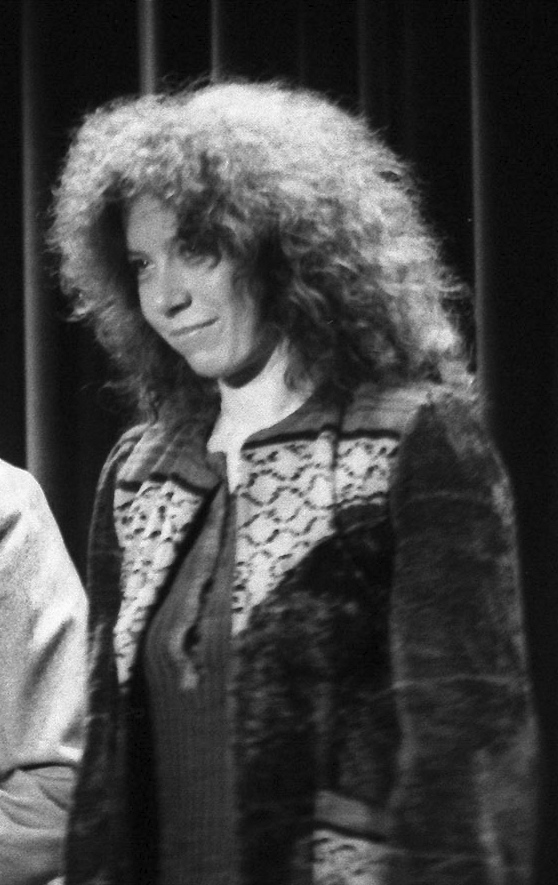
Evelyn Hamann, Hauptfigur im Film Wut im Bauch

Charlotte Mayer, gespielt von Evelyn Hamann, ist eine Witwe und Mutter von drei Kindern, die sich beruflich neu orientieren möchte. Ihr Ziel ist es, die Position einer Filialleiterin bei einer Bank zu erlangen, ein Vorhaben, das sie angesichts ihrer Qualifikationen und ihres Engagements als realistisch ansieht. Trotz ihrer Eignung für die Stelle wird ihre Bewerbung jedoch abgelehnt, und der Posten wird stattdessen einem männlichen Bewerber zugesprochen, der weniger qualifiziert ist als sie. Diese Entscheidung führt zu großer Frustration und Wut bei Charlotte, die daraufhin ihre Stelle fristlos kündigt.
In einem unerwarteten Wendepunkt der Geschichte entscheidet sich Charlotte, die Identität eines Mannes anzunehmen und sich erneut um die gleiche Stelle zu bewerben. Sie verkleidet sich als Herr Maier, komplett mit Herrenanzug, und tritt die Stelle mit dieser neuen Identität an. Diese Verwandlung ermöglicht es ihr, die berufliche Welt aus einer ganz anderen Perspektive zu erleben und sich mit den Themen Geschlechterdiskriminierung und Gleichberechtigung auf eine Weise auseinanderzusetzen, die sowohl humorvoll als auch kritisch ist.
Charlotte, nun als Herr Maier, sieht sich mit einer Reihe von Herausforderungen konfrontiert, die von der Aufrechterhaltung ihrer getarnten Identität bis hin zur Navigation durch die sozialen und beruflichen Erwartungen reichen, die an Männer gestellt werden. Während sie versucht, ihre Rolle als Filialleiter zu meistern, entdeckt sie die subtilen und offensichtlichen Formen der Diskriminierung, denen Frauen im Berufsleben ausgesetzt sind. Gleichzeitig erlebt sie auch die Solidarität und Unterstützung von Kollegen und Freunden, die ihr helfen, in ihrer neuen Rolle zu bestehen.
Der Film endet mit einer humorvollen und dennoch nachdenklichen Auflösung, in der Charlotte ihre wahre Identität offenbart und die Ungerechtigkeiten aufzeigt, die sie dazu gebracht haben, diese extreme Maßnahme zu ergreifen. Durch ihre Erfahrungen als Herr Maier gelingt es ihr, ein Bewusstsein für die Bedeutung von Gleichberechtigung und Diversität am Arbeitsplatz zu schaffen. Der Film schließt mit einer positiven Botschaft über die Überwindung von Vorurteilen und die Wertschätzung der individuellen Fähigkeiten und Beiträge jeder Person, unabhängig von ihrem Geschlecht.

## Produktion und Veröffentlichung
Die Produktion des Films wurde von der ndF (neue deutsche Filmgesellschaft) übernommen, einem renommierten Produktionsunternehmen, das für die Herstellung qualitativ hochwertiger Fernsehfilme und Serien bekannt ist. Das Drehbuch zum Film wurde von Axel Plogstedt verfasst, der eine Geschichte kreiert hat, die sowohl unterhaltsame Elemente als auch ernsthafte Diskussionen über Geschlechterrollen und Diskriminierung am Arbeitsplatz vereint.
Die Kameraführung lag in den Händen von Klaus Brix, der es verstand, die Handlung durch visuelle Mittel zu unterstützen und die Doppelrolle von Evelyn Hamann effektiv in Szene zu setzen. Neben Hamann umfasste die Besetzung auch Christian Näthe, Miriam Horwitz, John Freigang und Siegfried W. Kernen, die durch ihre Leistungen die Geschichte lebendig werden ließen.
Die Dreharbeiten zu Wut im Bauch fanden im Jahr 1998 statt, wobei Hamburg und Umgebung als Kulissen dienten. Diese Wahl der Drehorte trug dazu bei, eine authentische Atmosphäre für die Handlung zu schaffen, die in der Geschäftswelt einer deutschen Stadt angesiedelt ist.
Die Erstausstrahlung von Wut im Bauch erfolgte am 2. Januar 1999 im Rahmen des Samstagsfilms auf Das Erste, einem der Hauptfernsehkanäle der ARD. Diese Platzierung im Programm deutet auf die hohe Erwartungshaltung der Senderverantwortlichen an den Film hin, der sowohl ein breites Publikum ansprechen als auch zur Diskussion über gesellschaftlich relevante Themen anregen sollte.

## Rezeption
Die Bewertungen von Filmkritikern variieren, wobei einige Aspekte des Films gelobt und andere kritisiert wurden. Die IMDb-Bewertung des Films liegt bei 6,8/10, basierend auf 28 Bewertungen, was auf eine generell positive, aber nicht überragende Rezeption hinweist. Diese Bewertung deutet darauf hin, dass der Film zwar seine Zielgruppe gefunden hat, aber nicht durchweg überzeugen konnte.
Der Filmdienst beschreibt Wut im Bauch als eine gefällige (Fernseh-)Komödie vor dem ernsthaften Hintergrund der Diskriminierung und hebt hervor, dass der Film eine Bankangestellte zeigt, die sich auf den Job einer Filialleiterin bewirbt, aber aufgrund ihres Geschlechts abgelehnt wird. Diese Beschreibung betont die sozialkritische Dimension des Films, die in einem komödiantischen Rahmen präsentiert wird.
Wie aus einer Rezension im Hamburger Abendblatt hervorgeht, erhielt der Film Wut im Bauch gemischte Kritiken, in der die Darstellung der Geschlechterrollen und die schauspielerische Leistung als nicht besonders originell oder überzeugend beschrieben werden. Kritikerin Brigitte Ehrich bemängelt, dass die Idee der Frau als Mann in der Komödie nicht neu sei und die Umsetzung zu wünschen übrig lasse. Trotz der Kritik wird der Film als ein respektables Stück Unterhaltung anerkannt, das einige unterhaltsame Elemente bietet. Das Ende des Films wird positiv hervorgehoben, wobei angemerkt wird, dass eine durchgehend ironischere Darstellung den Film verbessert hätte.
Die Reaktionen des Publikums auf Wut im Bauch waren gemischt. Während einige Zuschauer die humorvolle Herangehensweise an ein ernstes Thema schätzten, fanden andere, dass der Film in seiner Ausführung zu wünschen übrig ließ. Die Kritik von TV Spielfilm, die den Film als „90 Minuten auf ausgetretenen Komödienpfaden – nur für Hamann-Fans“ beschreibt, deutet darauf hin, dass der Film möglicherweise nicht die Originalität und Tiefe erreicht hat, die sich einige Zuschauer erhofft hatten. Diese Einschätzung legt nahe, dass Wut im Bauch vor allem Fans von Evelyn Hamann ansprechen könnte, die ihre schauspielerische Leistung unabhängig vom Gesamtkontext des Films zu schätzen wissen.